# Zeltus miyatakei
Zeltus miyatakei är en fjärilsart som beskrevs av Hayashi 1976. Zeltus miyatakei ingår i släktet Zeltus och familjen juvelvingar. Inga underarter finns listade i Catalogue of Life.